# Іпік-Адад II
Іпік-Адад II (*д/н — 1818 до н. е.) — лугаль міста-держави Ешнунна близько 1863—1818 років до н. е.

## Життєпис
Походив з Аморейської династії Ешнунни. Син енсі Ібал-пі'ела I. На той час Ешнунна зуміла остаточно позбавитися залежності від Ісіна. З огляду на це Іпік-Адад II при сходженні на трон оголосив себе незалежним царем (лугалем). Також прийняв почесний шумерський титул Пастир чорноголових і наказав обожнювати себе. Невдовзі придушив заколот Унінни.
Розпочав активну зовнішню політику, написи називають його «розширником Ешнунни». Захопив міста-держави Аррапха. Неребтум і фортецю Дур-Метуран. За цим змусив визнати свою зверхність місто-державу Рапікум, не дозволивши тим самим Вавилонському царству розширювати свою територію в північному напрямку. Відбив напад Еламу на свої володіння. Здійснив успішні походи проти держав Ішме-Ашшур, Кабру, Гасур і Ашнаккум (на ріці Хабур), прагнуючи завоювати всю долину Тигра, верхю долині Діяли і сусідні передгір'я. Це дозволяло контролювати торгові шляхи.
Уклав союз з Іла-кабкабу, ішші-аккума (вождем) ханійців і правителем міста Терка, проти Яггід-Ліма, лугаля Марі. Втім з якихось причин не зміг надати значної допомоги союзникові, або війська Ешнунни зазнали поразки. Наслідком цього стало повалення Іла-кабкабу.
Продовжив політику батька, спрямовану на підтримку храмів. Здійснював дарунки храмам богів Уту, Сіна в багатьом містах держави. Для зміцнення столиці звів нову потужну міську стіну.
Помер за різними відомостями 1822 або 1818 року до н. е. Йому спадкував син Нарам-Сін.